# Španie Pole
Španie Pole es un municipio del distrito de Rimavská Sobota en la región de Banská Bystrica, Eslovaquia, con una población estimada a final del año 2024 de 72 habitantes.
Se encuentra ubicado al este de la región, en la cuenca hidrográfica del río Sajó —un afluente derecho del río Tisza— y cerca de la frontera con la región de Košice y con Hungría.

## Demografía
| Año        | 1994 | 2004     | 2014    | 2024     |
| ---------- | ---- | -------- | ------- | -------- |
| Población  | 107  | 87       | 83      | 72       |
| Diferencia |      | −18,69 % | −4,59 % | −13,25 % |

| Año        | 2023 | 2024    |
| ---------- | ---- | ------- |
| Población  | 76   | 72      |
| Diferencia |      | −5,26 % |